# Época balnear

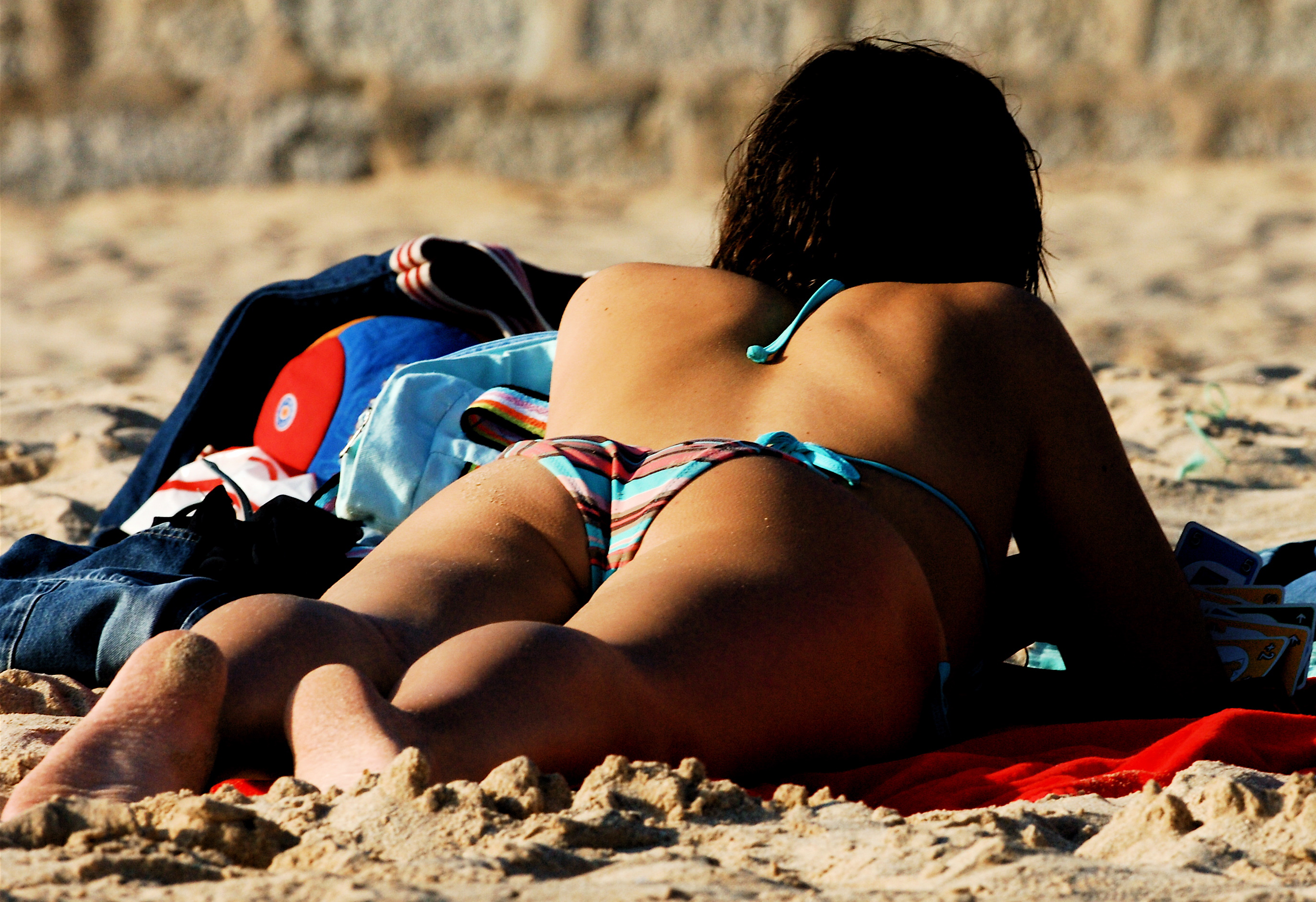
Banhista em Sesimbra.

Chama-se época balnear a um período sazonal circa-anual durante o qual são mais favoráveis as condições meteorológicas para a prática de banho e natação recreativa em meio aquático aberto ao exterior; é um fator de sazonalidade turística.
Legislação diferenciada, disponiblização de meios de segurança específicos, e licenciamento de actividades turísticas, comerciais, e recreativas, poderão vigorar apenas durante ou apenas fora da época balnear.

## Em Portugal
Em Portugal, a época balnear estende-se de Junho a Setembro, variando a sua determinação rigorosa com as condições locais; a legislação em vigor é a Lei n.º 44/2004, de 19 de Agosto.